# Зіва Родан
Зіва Роданн (справжнє прізвище Блехман, нар. 1933, Хайфа, підмандатна Палестина) є ізраїльською моделлю і акторкою театру, кіно і телебачення, яка більшу частину своєї кар'єри працювала в США .

## Біографія
Народилася в Хайфі в 1933 в сім'ї професора математики. Середню школу закінчила в США, після чого переїхала до Ізраїлю для проходження там річної військової служби. Водночас розпочала кар'єру сценаристки в театрі «Габіма» та одружилася з Яаковом Шапіром, сином багатого землевласника Меїра Гецеля Шапіри.
Шлюб незабаром розпався. До цього часу Зіва Шапір здобула популярність як модель. У 1952 році на фестивалі ізраїльського вина, що відбувався в Зіхрон-Яакові, завоювала титул «королеви вина». Сценічна кар'єра акторки отримала визнання у театрі "Камери", де вона виступала в пантомімах із Шайке Офіром. У цей час вона змінила сценічний псевдонім, обравши ім'я Зіва Роданн на честь французького скульптора Огюста Родена.
У 1954 році разом з Хаєю Харарит знялась у ряді ізраїльських фільмів, а саме «Камінь на кожній милі», «Висота 24 не відповідає» і «Вище голови». Того ж року вирушила в рекламну поїздку до США як представниця ізраїльської винної промисловості. Під час поїздки завела зв'язки в американських кінематографічних колах і в 1956 році стала першою ізраїльтянкою, яка підписала довготривалий контракт. Першу роль в Голівуді Шапір-Роданн зіграла в стрічці «Прокляття Фараона», яка вийшла на екрани в 1957 році.
У 1957 році в чоловічих журналах на Заході вперше з'явилися її знімки в жанрі ню, а в 1958 вона знялася для журналу Ескюр. Оголені фотографії з'явилися також в ізраїльському журналі Ха-олам ха-зе і викликали шквалемоцій  в країні: в газетах публікувалися обурені листи, Роданн різко критикували в передачах центрального радіо. Згодом вона сама по-різному відгукувалась про ню зйомки на цьому етапі кар'єри. Двадцятьма роками пізніше в іншому інтерв'ю вона сказала, що пишається знімками 1950-х, і назвала їх «невинним ню», що естетично набагато перевершує «сучасні вульгарні голі знімки» .
Одночасно з критикою в Ізраїлі кінематографічна кар'єра Роданн на Заході переживала розквіт, акторка знімалася в ці роки у більш визначних фільмах . У 1959 році знялася в бойовику Джона Стерджеса "Остання поїздка з Ган-Хілл", наступного ж року — у біблійній екранізації "Історія Руфі", головну роль якої виконала ще одна ізраїльтянка Ілана Еден, а в 1962 році — у пригодницькій стрічці «Самар». Роданн зіграла численні ролі в популярних телесеріалах, включаючи роль суперлиходійки Нефертіті в кількох серіях «Бетмена», "Перрі Мейсоні", та "Агентах А. Н.К. Л.". Ближче до кінця акторської кар'єри Роданн повернулася до Ізраїлю, щоб зіграти у кінофільмі «999 Аліза Мізрахі» .
Після завершення творчої кар'єри відкрила школу моделей і стала займатися експортом ізраїльського модного одягу до США.